# Латтімер (Пенсільванія)
Латтімер (англ. Lattimer) — переписна місцевість (CDP) в США, в окрузі Лузерн штату Пенсільванія. Населення — 567 осіб (2020).

## Географія
Латтімер розташований за координатами 40°59′35″ пн. ш. 75°57′38″ зх. д. / 40.99306° пн. ш. 75.96056° зх. д. (40.992925, -75.960661).  За даними Бюро перепису населення США в 2010 році переписна місцевість мала площу 0,59 км², уся площа — суходіл.

## Демографія
Згідно з переписом 2010 року, у переписній місцевості мешкали 554 особи в 223 домогосподарствах у складі 155 родин. Густота населення становила 933 особи/км².  Було 246 помешкань (414/км²).
Расовий склад населення:
| - 96,2 % — білих - 2,0 % — чорних або афроамериканців - 0,2 % — азіатів |

До двох чи більше рас належало 1,3 %. Частка іспаномовних становила 1,6 % від усіх жителів.
За віковим діапазоном населення розподілялося таким чином: 16,1 % — особи молодші 18 років, 65,1 % — особи у віці 18—64 років, 18,8 % — особи у віці 65 років та старші. Медіана віку мешканця становила 45,7 року. На 100 осіб жіночої статі у переписній місцевості припадало 91,7 чоловіків;  на 100 жінок у віці від 18 років та старших — 92,9 чоловіків також старших 18 років.
Середній дохід на одне домашнє господарство  становив 60 766 доларів США (медіана — 52 672), а середній дохід на одну сім'ю — 79 311 долар (медіана — 68 304). За межею бідності перебувало 11,5 % осіб, у тому числі 31,2 % дітей у віці до 18 років та 10,8 % осіб у віці 65 років та старших.
Цивільне працевлаштоване населення становило 411 осіб. Основні галузі зайнятості: освіта, охорона здоров'я та соціальна допомога — 31,6 %, будівництво — 14,6 %, мистецтво, розваги та відпочинок — 13,9 %, роздрібна торгівля — 13,4 %.